# ایبارا، اوکایاما
ایبارا در استان اوکایاما در کشور ژاپن واقع شده‌است  که دارای جمعیت ۴۴٬۴۲۳ نفر و مساحت ۲۴۳٫۳۶ کیلومتر مربع با تراکم جمعیت ۱۸۳  نفر در کیلومترمربع است و در تاریخ ۱ آوریل ۱۹۵۳ به عنوان شهر شناخته شد.